# Derecho litigioso
Derecho litigioso es el derecho material que es objeto de disputa en un juicio.
Cuando el demandante entabla su demanda en contra del demandado, lo hace en virtud de tener la convicción de pertenecerle un determinado derecho. Puede ser que este derecho preexista, pero se requiera su declaración para hacerse efectivo, como ocurre con el derecho a indemnización de perjuicios, en el cual es (por lo general) el tribunal quien es llamado a pronunciarse sobre la existencia y monto de tal derecho a indemnización. Pero puede ser también un derecho que preexista, y que jurídicamente, al menos en apariencia, está en manos del demandado, como puede ocurrir por ejemplo con un derecho real de dominio (en este caso, el demandante está tentando una acción reivindicatoria para que se le reconozca dueño de una cosa que está en poder del demandado). En tal caso nadie discute que exista el derecho, pero es su titularidad lo que está en juego.
Es en este último caso que se habla de derecho litigioso, por cuanto éste existe, en efecto, pero no quedará determinado el titular del mismo hasta que se substancie por completo el juicio respectivo, sea por sentencia judicial, transacción o algún otro mecanismo equivalente.
El derecho litigioso presenta la peculiaridad de que si bien hay un titular para el mismo (el demandado), éste se encuentra expuesto al evento de perderlo, si es que en definitiva pierde el juicio entablado. Esto no es un problema tratándose de las dos partes vinculadas por el proceso, pero sí lo es tratándose de un tercero que pretenda adquirir dicho derecho litigioso. Por eso, las legislaciones contemplan soluciones especiales para el evento de que se adquiera un derecho litigioso al demandado que ostenta la titularidad del mismo (aunque expuesto a perderla), frente al derecho del demandante a recobrar aquel derecho del cual previamente al juicio se le ha privado.
Se entiende que el derecho pasa a ser litigioso, una vez que se le practica al demandado la notificación de la demanda, puesto que antes de tal evento es imposible que el demandado sepa de manera cierta y fehaciente que su derecho es objeto de litigio, y si no lo sabe él, menos puede entonces saberlo el tercero que adquiere tal derecho litigioso para sí. Esto se corresponde con el principio según el cual la notificación de la demanda traba la litis entre las partes. Y permanece en calidad de litigioso durante toda la secuela del juicio.

## Regulación por países
- En Chile, la cesión del derecho litigioso es regulado en el Libro IV, Título XXV, Párrafo 3° del Código Civil de Chile, artículos 1911 a 1914.
- En Costa Rica, la cesión del derecho litigioso es regulado en el Libro IV, Título IV, Artículos 1122 y 1123 del Código Civil de Costa Rica
- En Ecuador, la cesión del derecho litigioso es regulado en el Libro IV, Título XXIV, Párrafo 3° del Código Civil de Ecuador, artículos 1952 a 1955.